# Hemiberlesia camarana
Hemiberlesia camarana är en insektsart som först beskrevs av Antero Frederico de Seabra 1922.  Hemiberlesia camarana ingår i släktet Hemiberlesia och familjen pansarsköldlöss. Inga underarter finns listade i Catalogue of Life.